# Liste der Naturdenkmale in Simmern (Westerwald)
Die Liste der Naturdenkmale in Simmern nennt die im Gemeindegebiet von Simmern ausgewiesenen Naturdenkmale (Stand 13. Juni 2024).

## Naturdenkmale
| Nr.         | Bezeichnung                            | Lage                                                            | Beschreibung                                                                                                 | Bild                                    |
| ----------- | -------------------------------------- | --------------------------------------------------------------- | --- | --------------------------------------- |
| ND-7143-438 | Rotbuche Herzogenbusch                 | Simmern, südöstlich des Ortes; Abteilung Vordere Hümmerich Lage | Fagus sylvatica; 1810 gepflanzter Jagdschirm aus ursprünglich 86 Stämmen, inzwischen mehrere Nachpflanzungen | Direkt Bild zu diesem Denkmal hochladen |
| ND-7143-448 | Zwei alte Eichen am Forstamt Neuhäusel | Neuhäusel, westlich des Ortes bei Industriestraße 1 Lage        | Quercus sp., zwei Bäume                                                                                      | Direkt Bild zu diesem Denkmal hochladen |
| ND-7143-449 | Vielstämmiger Bergahorn                | Neuhäusel, westlich des Ortes bei Haskerallee 1 Lage            | Acer pseudoplatanus                                                                                          | Direkt Bild zu diesem Denkmal hochladen |

## Ehemalige Naturdenkmale
| Nr. | Bezeichnung | Lage                                                                     | Beschreibung | Bild                                    |
| --- | ----------- | ------------------------------------------------------------------------ | --- | --------------------------------------- |
|     | Dicke Buche | Simmern, östlich des Ortes an der K 113; Abteilung Obere Nonnenheck Lage | Fagus sylvatica, um 1750 gekeimt, 1989 abgestorben, Rechtsverordnung aufgehoben; Stammrest des ehemals 25 m hohen Baums mit einem Kronendurchmesser von 16 m | Direkt Bild zu diesem Denkmal hochladen |